# Hiroshi Amano
Hiroshi Amano (天野 浩 Amano Hiroshi?) (Hamamatsu, 11 de septiembre de 1960) es un ingeniero japonés. En 2014 recibió el Premio Nobel de Física, junto a Isamu Akasaki y Shūji Nakamura, «por la invención de eficientes diodos de emisión de luz azules, que han hecho posibles las fuentes de luz blanca brillantes y de bajo consumo».

## Biografía
Amano nació en Hamamatsu, Japón, el 11 de septiembre de 1960. Recibió su Licenciatura en Ingeniería, Maestría en Ingeniería y Doctor en Ingeniería en 1983, 1985 y 1989, respectivamente, de la Universidad de Nagoya. De 1988 a 1992, fue investigador asociado en la Universidad de Nagoya. En 1992, se trasladó a la Universidad de Meijo, donde fue profesor asistente. De 1998 hasta 2002, fue profesor asociado. En 2002, se convirtió en profesor. En 2010, se trasladó a la Escuela Superior de Ingeniería de la Universidad de Nagoya, donde actualmente es profesor.
Se unió a grupo del profesor Isamu Akasaki en 1982 como estudiante de pregrado. Desde entonces, él ha estado haciendo investigaciones sobre el crecimiento, caracterización y aplicaciones de dispositivos de semiconductores de nitruro del grupo III, que son bien conocidos como los materiales utilizados en diodos emisores de luz azul.
Miembro de la Academia Nacional de Ingeniería de Estados Unidos (2016).
Invento el led azul en 1993.